# Teoría de la naturaleza humana (Karl Marx)
Algunos marxistas postulan lo que consideran la teoría de la naturaleza humana de Karl Marx, a la que conceden un lugar importante en su crítica del capitalismo, su concepción del comunismo y su "concepción materialista de la historia". Karl Marx, sin embargo, no se refiere a la naturaleza humana como tal, sino a Gattungswesen, que generalmente se traduce como "ser genérico" o "esencia genérica". Según una nota de Marx en los Manuscritos económicos y filosóficos de 1844, el término se deriva de la filosofía de Ludwig Feuerbach, en la que se refiere tanto a la naturaleza de cada ser humano como a la humanidad en su conjunto.
Sin embargo, en la sexta Tesis sobre Feuerbach (1845), Marx critica la concepción tradicional de la naturaleza humana como una especie que se encarna en cada individuo, argumentando en cambio que la naturaleza humana está formada por la totalidad de las relaciones sociales. Así, el conjunto de la naturaleza humana no se entiende, como en la filosofía idealista, como permanente y universal: el ser-especie está siempre determinado en una determinada formación social e histórica, siendo algunos aspectos biológicos.

«No es la conciencia del hombre la que determina su ser, sino, por el contrario, el ser social es lo que determina su conciencia».
K. Marx (1859) Una contribución a la crítica de la economía política, Prólogo

## La Tesis VI sobre Feuerbach y la determinación de la naturaleza humana por las relaciones sociales
La sexta de las Tesis sobre Feuerbach, escrita en 1845, proporcionó una discusión temprana de Marx sobre el concepto de naturaleza humana. Afirma:

Feuerbach diluye la esencia religiosa en la esencia humana [menschliches Wesen]. Pero la esencia humana no es algo abstracto inherente a cada individuo. Es, en su realidad, el conjunto de las relaciones sociales. Feuerbach, que no se ocupa de la crítica de esta esencia real, se ve, por tanto, obligado:

A hacer abstracción de la trayectoria histórica, enfocando para sí el sentimiento religioso (Gemüt) y presuponiendo un individuo humano abstracto, aislado.
En él, la esencia humana sólo puede concebirse como "género", como una generalidad interna, muda, que se limita a unir naturalmente los muchos individuos.

Así, parece que Marx dice que la naturaleza humana no es más que lo que hacen las "relaciones sociales". Marx and Human Nature (1983) de Norman Geras, sin embargo, ofrece un argumento en contra de esta posición. En resumen, Geras muestra que, si bien se considera que las relaciones sociales "determinan" la naturaleza de las personas, no son el único determinante. Sin embargo, Marx hace declaraciones donde se refiere específicamente a una naturaleza humana que es más que lo que está condicionado por las circunstancias de la vida. En El capital, en una nota a pie de página que critica el utilitarismo, dice que los utilitaristas deberían tener en cuenta "la naturaleza humana en general y luego de la naturaleza humana modificada históricamente en cada época". Marx está argumentando en contra de una concepción abstracta de la naturaleza humana, ofreciendo en cambio una explicación enraizada en la vida sensual. Si bien es bastante explícito en cuanto a que "Los individuos son tal y como manifiestan su vida. Lo que son coincide, por consiguiente, con su producción, tanto con lo que producen como con el modo de cómo producen. Lo que los individuos son depende, por tanto, de las condiciones materiales de su producción", también cree que la naturaleza humana condicionará (en el contexto de las fuerzas productivas y las relaciones de producción) la forma en que los individuos expresan su vida. La historia implica "que toda la historia no es otra cosa que una transformación continua de la naturaleza humana", aunque esto no significa que todos los aspectos de la naturaleza humana sean completamente variables; lo que se transforma no necesita ser completamente transformado.
Marx criticó la tendencia a transformar en leyes eternas de la naturaleza y de la razón, las formas sociales que surgen de tu actual modo de producción y forma de propiedad. Por esta razón, probablemente hubiera querido criticar ciertos aspectos de algunos relatos de la naturaleza humana. Algunas personas creen, por ejemplo, que los seres humanos son egoístas por naturaleza, como por ejemplo Immanuel Kant y Thomas Hobbes. Tanto Hobbes como Kant pensaron que era necesario constreñir nuestra naturaleza humana para lograr una buena sociedad - Kant pensó que deberíamos usar la racionalidad, Hobbes pensó que deberíamos usar la fuerza del Estado - Marx, como veremos, pensó que la buena sociedad es aquella que permite a nuestra naturaleza humana su plena expresión. La mayoría de los marxistas argumentarán que esta visión es una ilusión ideológica y el efecto del fetichismo de la mercancía: el hecho de que las personas actúen de manera egoísta, depresiva, etc. se considera un producto del capitalismo, no una característica humana inmutable. Para confirmar este punto de vista, podemos ver cómo, en La Sagrada Familia, Marx sostiene que los capitalistas no están motivados por ninguna crueldad esencial, sino por el impulso hacia la mera "apariencia de una existencia humana". (Marx dice 'apariencia' porque cree que los capitalistas están tan alienados de su naturaleza humana bajo el capitalismo como el proletariado, aunque sus necesidades básicas estén mejor cubiertas.)

## Necesidades e impulsos
En los Manuscritos de 1844, el joven Marx escribió:

El hombre es inmediatamente ser natural. Como ser natural, y como ser natural vivo, está, de una parte dotado de fuerzas naturales, de fuerzas vitales, es un ser natural activo; estas fuerzas existen en él como talentos y capacidades, como impulsos; de otra parte, como ser natural, corpóreo, sensible, objetivo es, como el animal y la planta, un ser paciente, condicionado y limitado; esto es, los objetos de sus impulsos existen fuera de él. en cuanto objetos independientes de él, pero estos objetos los son objetos de su necesidad, indispensables y esenciales para el ejercicio y afirmación de sus fuerzas esenciales.

En Grundrisse, Marx dice que su naturaleza es una "totalidad de necesidades e impulsos". En La ideología alemana utiliza la formulación: "sus necesidades, en consecuencia, su naturaleza". Podemos ver entonces que, desde los primeros escritos de Marx hasta su obra posterior, concibe la naturaleza humana como compuesta de 'tendencias', 'impulsos', 'poderes esenciales' e 'instintos' para actuar con el fin de satisfacer las 'necesidades' de objetivos externos. Para Marx, entonces, una explicación de la naturaleza humana es una explicación de las necesidades de los humanos, junto con la afirmación de que actuarán para satisfacer esas necesidades. (cf La ideología alemana, capítulo 3). Norman Geras da un programa de algunas de las necesidades que, según Marx, son características de los humanos:

...para otros seres humanos, para las relaciones sexuales, para la comida, el agua, el vestido, el refugio, el descanso y, en general, para las circunstancias que favorecen la salud más que la enfermedad. Hay otra... la necesidad de las personas de una búsqueda amplia y diversa y, por lo tanto, de un desarrollo personal, como expresa el propio Marx, 'actividad integral', 'desarrollo integral de los individuos', 'desarrollo libre de individuos ',' los medios para cultivar los dones [propios] en todas las direcciones ', etc.

Marx dice: "Comer, beber y engendrar, etc., son realmente también auténticas funciones humanas. Pero en la abstracción que las separa del ámbito restante de la actividad humana y las convierte en un único y último son animales”.

## Actividad productiva, objetos humanos y actualización

### Los seres humanos como productores libres e intencionados
En varios pasajes de su obra, Marx muestra cómo cree que los humanos son esencialmente diferentes de otros animales. Los hombres se pueden distinguir de los animales por la conciencia, la religión o cualquier otra cosa que desee. Ellos mismos comienzan a distinguirse de los animales en cuanto comienzan a producir sus medios de subsistencia, paso que está condicionado por su organización física. En este pasaje de La ideología alemana, Marx alude a una diferencia: que los humanos producen sus entornos físicos. Pero, ¿no algunos otros animales también producen aspectos de su entorno? El año anterior, Marx ya había reconocido:

Es cierto que los animales también producen. Construyen nidos y viviendas, como la abeja, el castor, la hormiga, etc. Pero producen sólo sus propias necesidades inmediatas o las de sus crías; producen sólo cuando la necesidad física inmediata los obliga a hacerlo, mientras que el hombre produce incluso cuando está libre de necesidad física y produce verdaderamente sólo estando libre de tal necesidad; se producen sólo a sí mismos, mientras que el hombre reproduce toda la naturaleza; sus productos pertenecen inmediatamente a su cuerpo físico, mientras que el hombre se enfrenta libremente a su propio producto. Los animales producen sólo de acuerdo con los estándares y necesidades de la especie a la que pertenecen, mientras que el hombre es capaz de producir de acuerdo con los estándares de cada especie y de aplicar a cada objeto su estándar inherente; por tanto, el hombre también produce de acuerdo con las leyes de la belleza.

En el mismo trabajo, Marx escribe:

El animal es inmediatamente uno con su actividad vital. No es distinto de esa actividad; es esa actividad. El hombre hace de su actividad vital en sí mismo un objeto de su voluntad y conciencia. Tiene actividad vital consciente. No es una determinación con la que se fusiona directamente. La actividad de la vida consciente distingue directamente al hombre de la actividad de la vida animal. Solo por eso es un ser de especie. O, mejor dicho, es un ser consciente, es decir, su propia vida es un objeto para él, sólo porque es un ser-especie. Solo por eso su actividad es libre de actividad. El trabajo distanciado invierte la relación de modo que el hombre, por el solo hecho de ser un ser consciente, hace de su actividad vital, su ser esencial, un mero medio de existencia.

También en el segmento sobre trabajo enajenado:

El hombre es un ser-especie, no solo porque hace práctica y teóricamente a la especie, tanto la suya como la de otras cosas, su objeto, sino también, y esta es simplemente otra forma de decir lo mismo, porque se mira a sí mismo. como la especie viviente presente, porque se ve a sí mismo como un ser universal y, por tanto, libre.

Más de veinte años después, en El capital, llegó a reflexionar sobre un tema similar:

Una araña realiza operaciones que se asemejan a las de un tejedor, y una abeja avergüenza a muchos arquitectos en la construcción de sus celdas. Pero lo que distingue al peor arquitecto del mejor de las abejas es esto, que el arquitecto levanta su estructura en la imaginación antes de erigirla en la realidad. Al final de cada proceso de trabajo, obtenemos un resultado que ya existía en la imaginación del trabajador al comienzo. No sólo efectúa un cambio de forma en el material sobre el que trabaja, sino que también realiza un propósito propio que da ley a su modus operandi, y al que debe subordinar su voluntad. Y esta subordinación no es un mero acto momentáneo.

De estos pasajes podemos observar algo de las creencias de Marx sobre los humanos. Que producen característicamente sus entornos, y que lo harían, incluso si no estuvieran bajo la carga de la 'necesidad física'; de hecho, producirán 'la totalidad de [su] naturaleza', e incluso pueden crear 'de acuerdo con las leyes de la belleza '. Quizás lo más importante, sin embargo, es su creatividad, su producción es intencionada y planificada . Los humanos, entonces, hacen planes para su actividad futura e intentan ejercitar su producción (incluso sus vidas) de acuerdo con ellos. Quizás lo más importante, y lo más críptico, es que Marx dice que los humanos hacen tanto de su "actividad vital" como de su "especie" el "objeto" de su voluntad. Se relacionan con la actividad de su vida y no son simplemente idénticos a ella. La definición de biopolítica de Michel Foucault como el momento en que "el hombre comienza a tomarse a sí mismo como un objeto consciente de elaboración" puede compararse con la definición de Marx aquí expuesta.

### La vida y las especies como objetos humanos
Decir que A es el objeto de algún sujeto B, significa que B (especificado como un agente) actúa sobre A en algún aspecto. Así, si "el proletariado aplasta al Estado", entonces "el Estado" es el objeto del proletariado (el sujeto), con respecto al aplastamiento. Es similar a decir que A es el objetivo de B, aunque A podría ser toda una esfera de interés y no un objetivo estrictamente definido. En este contexto, ¿qué significa decir que los humanos hacen de su "especie" y de sus "vidas" su "objeto"? Vale la pena señalar que el uso de Marx de la palabra "objeto" puede implicar que estas son cosas que los humanos producen, o fabrican, tal como podrían producir un objeto material. Si esta inferencia es correcta, entonces esas cosas que Marx dice sobre la producción humana arriba, también se aplican a la producción de vida humana, por humanos. Y al mismo tiempo, "Como los individuos expresan su vida, así son. Lo que son, por tanto, coincide con su producción, tanto con lo que producen como con cómo producen. Por tanto, la naturaleza de los individuos depende de las condiciones materiales que determinan su producción".
Hacer de la propia vida el objeto de uno es, por tanto, tratar la propia vida como algo que está bajo nuestro control. Plantear en la imaginación planes para el futuro y el presente de uno, y tener interés en poder cumplir esos planes. Poder vivir una vida de este carácter es lograr la "autoactividad" (actualización), que Marx cree que solo será posible después de que el comunismo haya reemplazado al capitalismo. “Sólo en esta etapa coincide la autoactividad con la vida material, que corresponde al desarrollo de los individuos en individuos completos y al abandono de todas las limitaciones naturales. La transformación del trabajo en autoactividad corresponde a la transformación del anterior intercambio limitado en el intercambio de individuos como tales".
Lo que implica convertir la propia especie en objeto propio es más complicado (véase Allen Wood 2004, págs. 16-21). En cierto sentido, enfatiza el carácter esencialmente social de los humanos y su necesidad de vivir en una comunidad de la especie. En otros, parece enfatizar que intentamos hacer de nuestras vidas expresiones de la esencia de nuestra especie; además, tenemos metas relativas a lo que sucede con la especie en general. La idea cubre gran parte del mismo territorio que "hacer de la propia vida un objeto": se refiere a la autoconciencia, la actividad intencionada, etc.

### Humanos comohomo faber
A menudo se dice que Marx concibió a los humanos como homo faber, refiriéndose a la definición de Benjamin Franklin de "el hombre como el animal que hace herramientas", es decir, como "hombre, el creador", aunque nunca usó el término él mismo. Arriba, indicamos que uno de los argumentos centrales de Marx sobre los humanos era que se diferenciaban por la forma en que producían y que, por lo tanto, de alguna manera, la producción era una de las actividades esenciales de los humanos. En este contexto, vale la pena señalar que Marx no siempre se refiere al "trabajo" en términos tan elogiosos. El dice que el comunismo "acaba con el trabajo". Además, "si se desea asestar un golpe mortal a la propiedad privada, hay que atacarla no sólo como un estado de cosas material, sino también como actividad, como trabajo. Es uno de los mayores malentendidos hablar de trabajo social, humano, libre, de trabajo sin propiedad privada. El 'trabajo' por su propia naturaleza es una actividad no libre, inhumana y antisocial, determinada por la propiedad privada y la creación de propiedad privada." Bajo el capitalismo "el capitalista funciona sólo como capital personificado, capital como persona, así como el trabajador sólo funciona como personificación del trabajo, que le pertenece como tormento, como esfuerzo".
Generalmente se sostiene que la opinión de Marx era que la actividad productiva es una actividad humana esencial y puede ser gratificante cuando se realiza libremente. El uso que hace Marx de la palabra "trabajo" en la sección anterior puede ser inequívocamente negativo; pero no siempre fue así, y se encuentra con más fuerza en sus primeros escritos. Sin embargo, Marx siempre tuvo claro que bajo el capitalismo, el trabajo era algo inhumano y deshumanizante. "El trabajo es externo al trabajador, es decir, no pertenece a su ser esencial; que, por tanto, no se confirma en su trabajo, sino que se niega, se siente miserable y no feliz, no desarrolla energía mental y física libre, pero mortifica su carne y arruina su mente”. Mientras estaba bajo el comunismo, "en la expresión individual de mi vida habría creado directamente la expresión de su vida y, por lo tanto, en mi actividad individual habría confirmado y realizado directamente mi verdadera naturaleza, mi naturaleza humana, mi naturaleza comunitaria".

## Naturaleza humana y materialismo histórico
La teoría de la historia de Marx intenta describir la forma en que los humanos cambian sus entornos y (en relación dialéctica) sus entornos también los cambian. Es decir:

No solo cambian las condiciones objetivas en el acto de reproducción, por ejemplo, la aldea se convierte en una ciudad, el desierto en un campo despejado, etc., sino que los productores también cambian, en el sentido de que sacan nuevas cualidades en sí mismos, se desarrollan en la producción, transformarse, desarrollar nuevos poderes e ideas, nuevos modos de relacionarse, nuevas necesidades y un nuevo lenguaje.

Además, Marx establece su "concepción materialista de la historia" en oposición a las concepciones "idealistas" de la historia; el de Georg Wilhelm Friedrich Hegel, por ejemplo, “la primera premisa de toda la historia humana es, por supuesto, la existencia de individuos humanos vivos. Por tanto, el primer hecho que debe establecerse es la organización física de estos individuos y su consiguiente relación con el resto de la naturaleza". Así, “la historia no hace nada, “no posee una inmensa riqueza”, “no libra batallas”. Es el hombre, el hombre real, vivo, quien hace todo eso, quien posee y lucha; La “historia” no es, por así decirlo, una persona aparte, que utiliza al hombre como medio para lograr sus propios fines; la historia no es más que la actividad del hombre que persigue sus objetivos. De modo que podemos ver que, incluso antes de que comencemos a considerar el carácter preciso de la naturaleza humana, los seres humanos "reales y vivos", "la actividad del hombre que persigue sus objetivos" es el elemento fundamental de la teoría de la historia de Marx. Los seres humanos actúan sobre el mundo, cambiándolo y a sí mismos; y al hacerlo "hacen historia". Sin embargo, incluso más allá de esto, la naturaleza humana juega dos roles clave. En primer lugar, es parte de la explicación del crecimiento de las fuerzas productivas, que Marx concibe como motor de la historia. En segundo lugar, las necesidades y los impulsos particulares de los humanos explican el antagonismo de clases que se genera bajo el capitalismo.

### La naturaleza humana y la expansión de las fuerzas productivas
Varios escritores han sostenido que es la concepción de Marx de la naturaleza humana la que explica la "tesis del desarrollo" (Cohen, 1978) relativa a la expansión de las fuerzas productivas, que, según Marx, es en sí misma el motor fundamental de la historia. De ser cierto, esto haría que su explicación de la naturaleza humana sea quizás el aspecto más fundamental de su trabajo. Geras escribe (1983, págs. 107-108, cursiva en el original) el materialismo histórico en sí, todo este enfoque distintivo de la sociedad que se origina con Marx, se basa directamente en la idea de una naturaleza humana. Destaca ese nexo específico de necesidades y capacidades universales que explica el proceso productivo humano y la transformación organizada del medio ambiente material por parte del hombre; proceso y transformación que trata a su vez como base tanto del orden social como del cambio histórico. G.A. Cohen (1988, pág. 84): "La autonomía de la tendencia es simplemente su independencia de la estructura social, su arraigo en hechos materiales fundamentales de la naturaleza humana y la situación humana". Allen Wood (2004, pág. 75): "El progreso histórico consiste fundamentalmente en el crecimiento de las habilidades de las personas para moldear y controlar el mundo que las rodea. Ésta es la forma más básica en la que desarrollan y expresan su esencia humana” (véase también la cita de Allen Wood más arriba).
Sin embargo, en su artículo Reconsidering Historical Materialism, Cohen ofrece un argumento en el sentido de que la naturaleza humana no puede ser la premisa sobre la que se basa la plausibilidad de la expansión de las fuerzas productivas.

“La producción en la antropología histórica no es idéntica a la producción en la teoría de la historia. Según la antropología, las personas prosperan en el cultivo y ejercicio de sus múltiples poderes, y son especialmente productivas, que en este caso significa creativas, en la condición de libertad conferida por la abundancia material. Pero, en la producción de interés para la teoría de la historia, la gente no produce libremente sino porque tiene que hacerlo, ya que la naturaleza no satisface sus necesidades de otra manera; y el desarrollo en la historia del poder productivo del hombre (es decir, del hombre como tal, del hombre como especie) se produce a expensas de la capacidad creadora de los hombres que son agentes y víctimas de ese desarrollo ». (pág.166 en ed. Callinicos, 1989)

La implicación de esto es que, por lo tanto, "uno podría... imaginar dos tipos de criaturas, una cuya esencia era crear y la otra no, pasando por historias igualmente penosas debido a circunstancias igualmente adversas. En un caso, pero no en el otro, el trabajo sería un ejercicio autoalienante de poderes esenciales'' (p. 170). Por tanto, "el materialismo histórico y la antropología filosófica marxista son independientes entre sí, aunque también coherentes'' (p. 174, véanse especialmente las secciones 10 y 11). El problema es este: parece que la motivación de la mayoría de las personas para el trabajo que realizan no es el ejercicio de su capacidad creativa; por el contrario, el trabajo está alienado por definición en el sistema capitalista basado en el salario, y la gente solo lo hace porque tiene que hacerlo. Se ponen a trabajar no para expresar su naturaleza humana sino para encontrar sus medios de subsistencia. Entonces, en ese caso, ¿por qué crecen las fuerzas productivas? ¿La naturaleza humana tiene algo que ver con eso? La respuesta a esta pregunta es difícil, y es necesario un examen más detenido de los argumentos en la literatura para obtener una respuesta completa que la que se puede dar en este artículo. Sin embargo, vale la pena tener en cuenta que Cohen se había comprometido previamente con la visión estricta de que la naturaleza humana (y otras 'premisas asociales') eran suficientes para el desarrollo de las fuerzas productivas; podría ser que sean solo un constituyente necesario. También vale la pena considerar que para 1988 (ver cita anterior), parece considerar que el problema está resuelto.
Algunas necesidades son mucho más importantes que otras. En La ideología alemana, Marx escribe que "la vida implica, ante todo, comer y beber, una habitación, ropa y muchas otras cosas". Todos aquellos otros aspectos de la naturaleza humana que él analiza (como la "autoactividad") están, por tanto, subordinados a la prioridad que se les da. Marx hace explícito su punto de vista de que los seres humanos desarrollan nuevas necesidades para reemplazar las antiguas: "la satisfacción de la primera necesidad (la acción de satisfacer, y el instrumento de satisfacción que ha sido adquirido) conduce a nuevas necesidades".

## Naturaleza humana, pensamiento ético y alienación de Marx
Geras dice de la obra de Marx que: "Sea lo que sea, teoría y explicación sociohistórica, y científica que sea, esa obra es una acusación moral que se basa en la concepción de las necesidades humanas esenciales, un punto de vista ético, en otras palabras, en el que está involucrada una visión de la naturaleza humana" (1983, pp. 83–84).

### Alienación
La alienación, para Marx, es el alejamiento de los seres humanos de aspectos de su naturaleza humana. Dado que, como hemos visto, la naturaleza humana consiste en un conjunto particular de impulsos y tendencias vitales, cuyo ejercicio constituye el florecimiento, la alienación es una condición en la que estos impulsos y tendencias se atrofian. Para poderes esenciales, la alienación sustituye al desempoderamiento; para hacer de la propia vida un objeto, convirtiéndose la vida en objeto de capital. Marx cree que la alienación será una característica de toda la sociedad antes del comunismo. Lo opuesto a la alienación es "actualización" o "actividad propia", la actividad del yo, controlada por y para el yo.[cita requerida]

## Friedrich Engels
El compañero de Marx, Friedrich Engels, también siguió sus ideas antropológicas acerca del ser humano. Ambos coescribieron sus análisis en La sagrada familia y La ideología alemana. Engels compartió las suposiciones básicas con Marx de que la historia de la humanidad es una "historia de luchas de clases" y que su curso está determinado en gran medida por las relaciones de producción. "La diferencia esencial entre la sociedad humana y la animal es que los animales son, como mucho, recolectores, mientras que los hombres son productores". A esta idea, que fue "para la Historia lo que la teória de Darwin ha sido para la Biología".
Engels aceptó la teoría de la evolución darwiniana (selección natural) como una versión variada de la lucha de clases pero rechazó su método como incompleto. En contra del darwinismo social Engels subraya el papel de la cooperación en la naturaleza (como hizo el naturalista y anarquista ruso Piotr Kropotkin) surgida de la armonía dialéctica. Así "el reino vegetal suministra oxígeno y alimentos al reino animal mientras el reino animal, a su vez, suministra ácido carbónico y estiércol al reino vegetal". Dada la producción capitalista se alcanzó un nivel de subsistencia que la "lucha por la existencia [...] se transforma en una lucha por los goces".
La obra antropológica de Engels explica el papel fundamental del trabajo en el origen del hombre a partir de los monos antropoides. Rechazó que la primera fase del desarrollo humano fuera la "guerra de todos contra todos" como el Estado de naturaleza de Thomas Hobbes, ya que "el instinto social fue una de las palancas más esenciales en el desarrollo del hombre". En El papel del trabajo en la transformación del mono en hombre explica que “(p)rimero el trabajo, luego y con él la palabra articulada, fueron los dos estímulos principales bajo cuya influencia el cerebro del mono se fue transformando gradualmente en cerebro humano, que, a pesar de toda su similitud, lo supera considerablemente en tamaño y en perfección". Mediante el trabajo surgió la producción de instrumentos y la formación de la sociedad humana como resultado de un largo proceso histórico cualitatvo.
En El origen de la familia, la propiedad privada y el Estado, Engels desarrolla tres épocas principales de la prehistoria: "salvajismo, barbarie, civilización [...] El desarrollo de la familia se opera paralelamente". Toda la historia procede de "la comunidad tribal o campesina con propiedad común de la tierra". Las comunidades tribales estaban condenadas porque no iban más allá de la tribu; "Lo que estaba fuera de la tribu, estaba fuera de la ley". Solo podrían existir mientras la producción permaneciera completamente sin desarrollar. Es por el final de la Edad de hierro que comienza a surgir la "civilización".

## Crítica de Gerald Cohen
Gerald Cohen, líder del marxismo analítico, ofrece una crítica importante de la antropología filosófica de Marx (es decir, su concepción de los seres humanos) en Reconsidering Historical Materialism (en ed. Callinicos, 1989). Cohen afirma: “La antropología filosófica marxista es unilateral. Su concepción de la naturaleza humana y el bien humano pasa por alto la necesidad de una identidad propia que la cual nada es más esencialmente humano” (pags. 173, véanse especialmente las secciones 6 y 7). Se sostiene que la consecuencia de esto es que “Marx y sus seguidores han subestimado la importancia de fenómenos, como la religión y el nacionalismo, que satisfacen la necesidad de la propia identidad. (Sección 8.) (p. 173). Cohen describe lo que él ve como los orígenes de la supuesta negligencia de Marx: "En su afirmación antihegeliana y feuerbachiana de la objetividad radical de la materia, Marx se centró en la relación del sujeto con un objeto que de ninguna manera es sujeto y, con el paso del tiempo, llegó a descuidar la relación del sujeto consigo mismo, y ese aspecto de la relación del sujeto con los demás que es una forma mediada (es decir, indirecta) de relación consigo mismo'' (p. 155).
Cohen cree que las personas se ven impulsadas, por lo general, no a crear identidad, sino a preservar lo que tienen en virtud, por ejemplo, de "nacionalidad, raza o religión, o alguna porción o amalgama de las mismas'' (págs. 156-159). Cohen no afirma que "Marx negó que exista una necesidad de autodefinición, sino que [en cambio afirma que] no dio el debido énfasis a la verdad" (p. 155). Cohen tampoco dice que el tipo de autocomprensión que se puede encontrar a través de la religión, etc., sea exacto (p. 158). Sobre el nacionalismo, dice que "las identificaciones [pueden] tomar formas benignas, inofensivas y catastróficamente malignas" (p. 157) y no cree "que el Estado sea un buen medio para la personificación de la nacionalidad" (p. 164).

### Textos primarios
Los dos textos en los que Marx discute más directamente la naturaleza humana son los Notas sobre James Mill y el artículo sobre El trabajo enajenado en los Manuscritos económicos y filosóficos de 1844 (publicado en 1932). Ambas piezas datan de 1844 y, como tales, fueron escritas por el joven Marx; algunos analistas (Louis Althusser, etc.) afirman que el trabajo de este período difiere notablemente en sus ideas del trabajo posterior.

### Textos anteriores a 1978
En ciertos aspectos, se cree generalmente que las opiniones de muchos escritores anteriores sobre este tema han sido reemplazadas. Sin embargo, aquí hay una selección de los mejores escritos anteriores a 1978. Gran parte de él aborda la naturaleza humana a través del concepto fuertemente relacionado de alienación:
- Erich Fromm, Marx's Concept of Man. With a Translation of Marx's Economic and Philosophical Manuscripts by T. B. Bottomore, (1961).
- Eugene Kamenka, The Ethical Foundations of Marxism (1962).
- István Mészáros, Marx’s Theory of Alienation (1970).
- Bertell Ollman, Alienation: Marx's Conception of Man in Capitalist Society (1971).
- John Plamenatz, Karl Marx's Philosophy of Man, (1975).

### Textos generales recientes
- Marx and Human Nature: Refutation of a Legend por Norman Geras (1983)  es un argumento conciso contra la opinión de que Marx no creía que existiera algo como la naturaleza humana, en particular la confusión que rodea a la sexta de las Tesis sobre Feuerbach .
- La Parte I de Karl Marx de Allen Wood proporciona una revisión muy legible de la evidencia sobre lo que Marx pensaba de la naturaleza humana y su concepto de alienación. Ver especialmente el capítulo 2. El prefacio de la segunda edición (2004) del libro de Wood se puede leer en línea. La primera edición se publicó en 1983.
- Marx and the Missing Link: Human Nature por W. Peter Archibald (1989).
- Marxism and Human Nature  por Sean Sayers (1998).
- The young Karl Marx: German philosophy, Modern politics, and human flourishing por David Leopold (2007). Véase el Capítulo 4 para una lectura detallada de los textos de Marx de 1843, que relacionan la naturaleza humana con la emancipación humana.
- Fellow Creatures: Our Obligations to the Other Animals por Christine M. Korsgaard (Oxford U. Press 2018) ISBN 978-0-19-875385-8, págs. 48–50, 67, 196.

### El debate sobre la naturaleza humana y el materialismo histórico
- Las páginas 150-160 (es decir, capítulo 6, sección 4) de la seminal Teoría de la historia de Karl Marx de GA Cohen ( KMTH ) (1978) contienen una descripción de la relación de la naturaleza humana con el materialismo histórico.[33] Cohen sostiene que lo primero es necesario para explicar el desarrollo de las fuerzas productivas, que Marx sostiene para impulsar la historia.
- Esta visión básica está respaldada por Geras (1983)[34] y Woods (1983, 2004).
- Sin embargo, la opinión fue criticada por Erik Olin Wright y Andrew Levine en un artículo titulado Rationality and Class Struggle, publicado por primera vez en la New Left Review .[35] Se puede encontrar como capítulo 1 de Marxist Theory (ed. Alex Callinicos, 1989).[36]
- También fue criticado por Joshua Cohen, en una revisión de KMTH en el Journal of Philosophy .[37]
- GA Cohen señala algunas dificultades con su propia presentación en KMTH en el artículo Reconsiderando el materialismo histórico . (Publicado por primera vez en 1983 en Marxism: NOMOS XXVI, ed. Chapman y Pennock;[38] ahora disponible en Marxist Theory ed. Alex Callinicos, 1989;  y en Historia, trabajo y libertad, GA Cohen, 1988).[39] Los argumentos del artículo (para un resumen de cinco puntos, ver Callinicos pp. 173-4) se refieren a la conexión del materialismo histórico de Marx con su "antropología filosófica", básicamente, su concepción de la naturaleza humana.
- El capítulo 5 de Historia, trabajo y libertad de GA Cohen (1988) se titula Human Nature and Social Change in the Marxist Conception of History y es coautor de Cohen y Will Kymlicka .[40] (Publicado por primera vez en 1988 en Journal of Philosophy. )[41] El propósito del capítulo es defender la afirmación de Cohen en su KMTH de que existe una tendencia autónoma de las fuerzas productivas a desarrollarse, donde "autónomo" significa "independiente de relaciones sociales particulares". El texto es una respuesta a las críticas de J. Cohen, Levine y Wright. Es decir, GA Cohen y Kymlicka buscan mostrar que no hay fundamento para una negación a priori 'de la afirmación de que' los rasgos extra-sociales de la naturaleza humana y la situación humana operan con suficiente fuerza para generar una tendencia histórica capaz de superar los problemas sociales difíciles de superar. estructuras '(pág. 106). Puede pensarse que existe una tensión entre las afirmaciones de este artículo y las de Reconsideración del materialismo histórico .